# Zaryszyn
Zaryszyn – wieś w Polsce, położona w województwie małopolskim, w powiecie miechowskim, w gminie Książ Wielki.
| SIMC    | Nazwa | Rodzaj    |
| ------- | ----- | --------- |
| 0246936 | Gaik  | część wsi |

W latach 1975–1998 miejscowość administracyjnie należała do województwa kieleckiego.
13 grudnia 1944 Niemcy spacyfikowali wieś. Zamordowali 13 osób a 40 wywieźli do obozu pracy w Jędrzejowie. Spalili 11 zabudowań.
Obecnie graniczy z województwem świętokrzyskim.
We wsi zachował się stary park z rzadko spotykanymi gatunkami drzew i krzewów, oraz XIX-wieczny dwór. W okresie powojennym, do roku 2004 mieściła się w nim szkoła podstawowa.